# حمام توقف

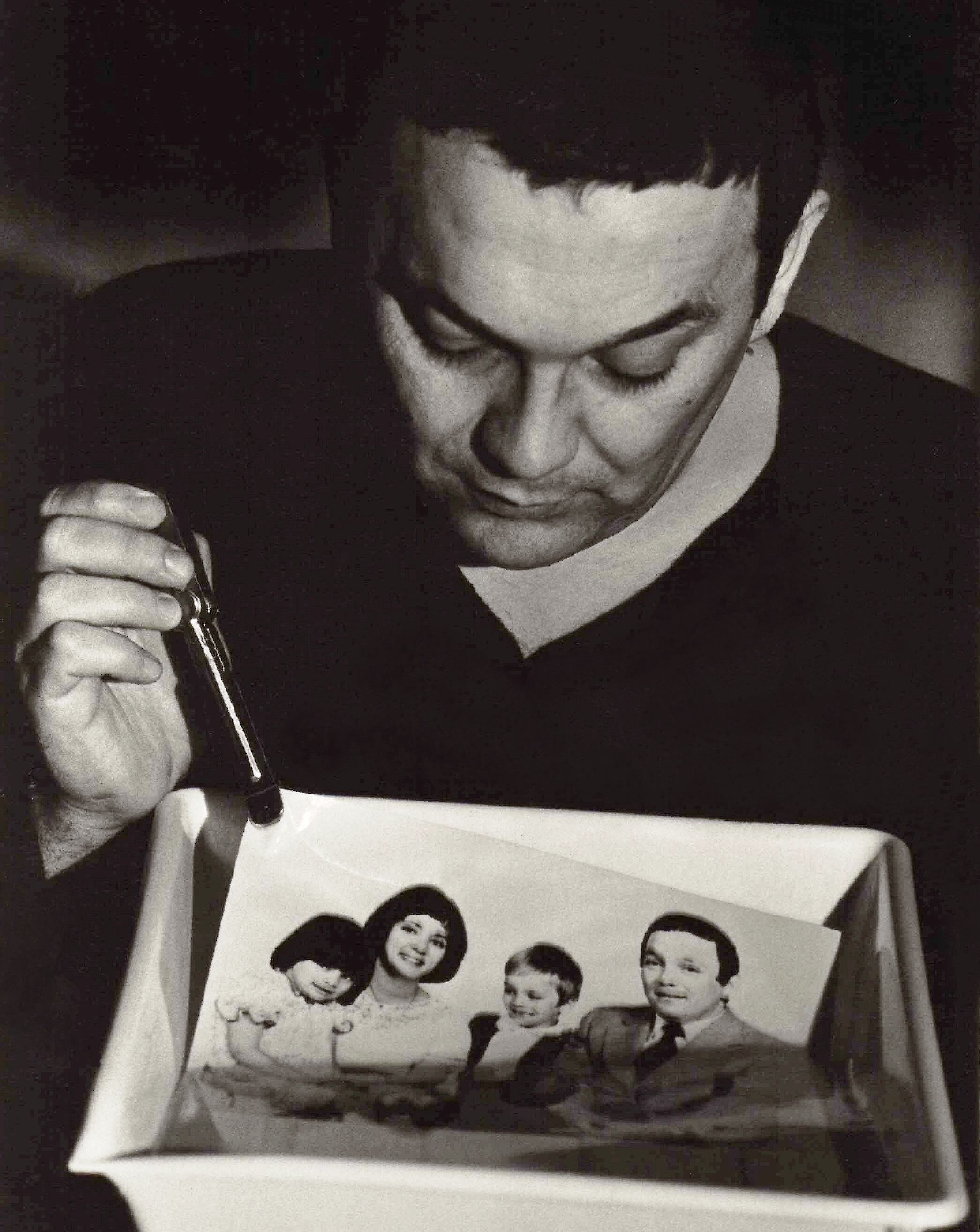

حمام توقف، محلولی شیمیایی است که معمولاً در ظهور فیلم و کاغذ عکاسی، پس از اتمام مرحله ظهور مورد استفاده قرار می‌گیرد. هدف از حمام توقف، توقف عمل ظهور با خنثی کردن باقی مانده داروی ظهور، بر روی فیلم یا کاغذ است. این عمل سابقاً با آب ساده صورت می‌گرفت، اما روند ظهور همچنان تا خنثی شدن داروی ظهور در طی لحظاتی (هر چند در سطح بسیار پایین) ادامه می‌یافت. بدین منظور برای توقف سریع عمل ظهور از حمام اسیدی با اسیدیته پائین (محلول ۳۰% اسید استیک) استفاده می‌کنند.